# Sphinx-obszervatórium
A Sphinx-obszervatórium egy asztronómiai megfigyelőhely a Jungfraujoch felett, Svájcban.
A nevét a Sphinx nevű szikláról kapta, melynek a tetejére építették. Az obszervatórium 3571 méter magasan van, egyik legmagasabb asztronómiai megfigyelőhely a világon. A közönség számára látogatható a mellette épült kilátó és ez Svájc második legmagasabb kilátója.
A kilátóhely liften érhető el a Jungfraujoch vasútállomástól. A kilátóból jól látható a néhány kilométerre lévő Jungfrau, Mönch és Eiger hegyek csúcsai.
A Sphinx-obszervatórium Interlakenből érhető el a Jungfraubahn és a Jungfraujoch hegyi vasúttal.

## Galéria

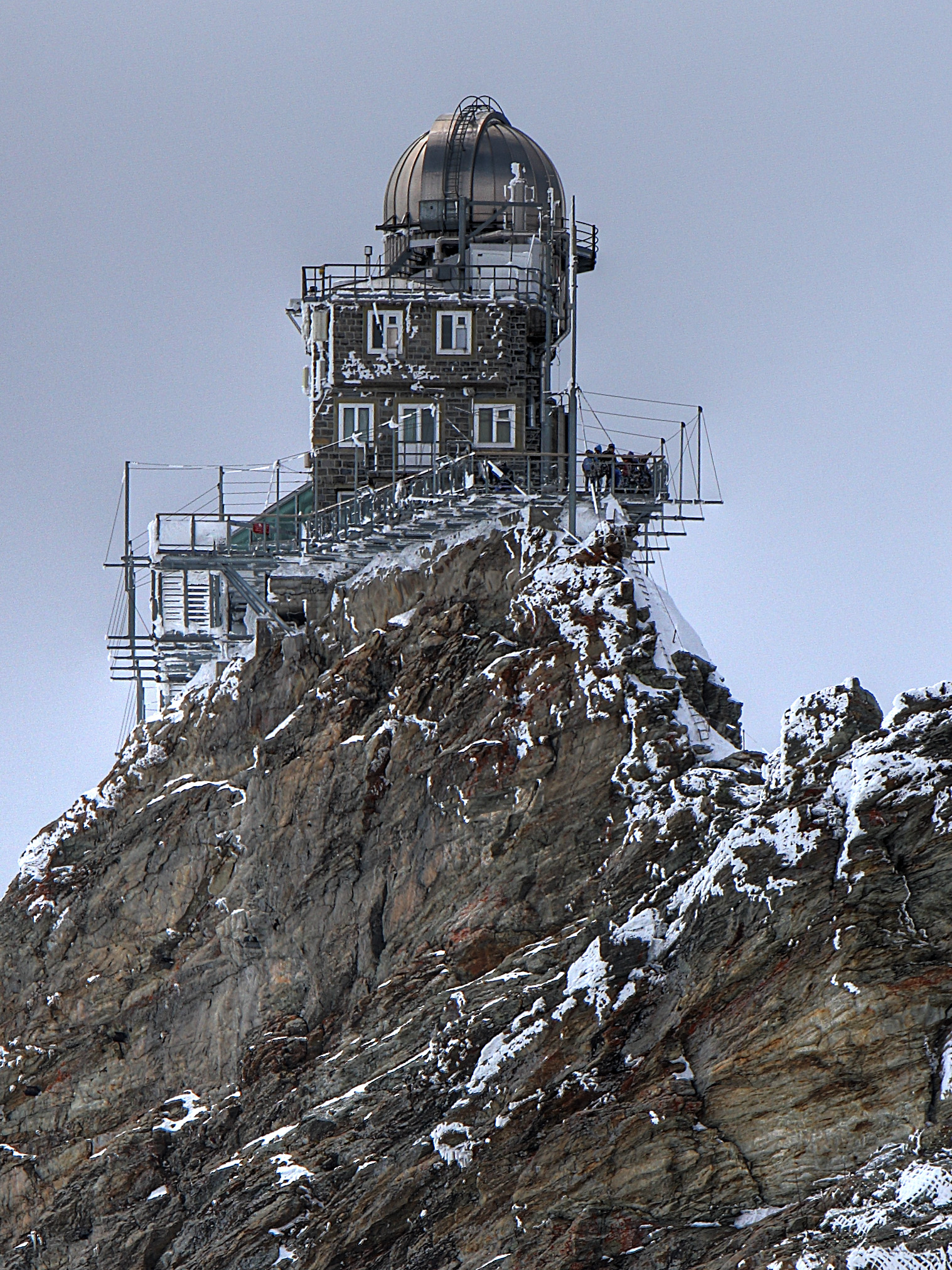
Sphinx obszervatórium

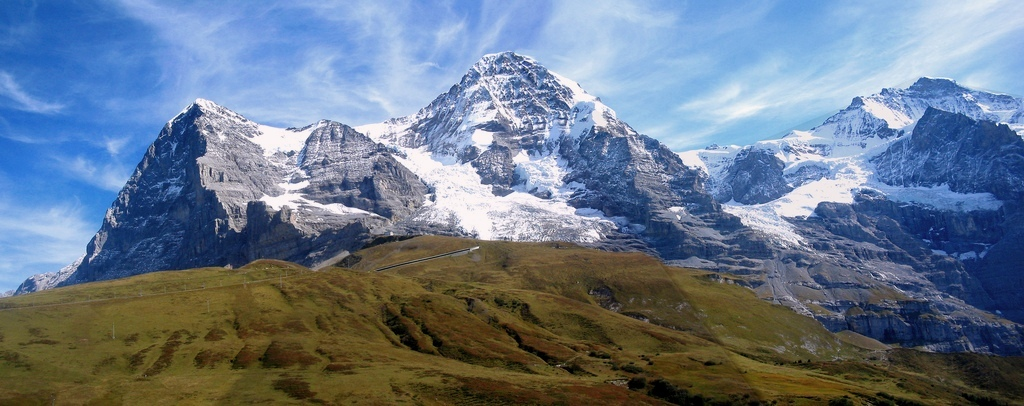
Eiger, Mönch, Jungfrau látványa a kilátóból